# Antoine Auguste Intreccialagli
Pour les articles homonymes, voir Saint Antoine.
Antoine Auguste Intreccialagli ((it) Antonio Augusto Intreccialagli) ou Antoine de Jésus (18 février 1852, Monte Compatri, États pontificaux - 19 septembre 1924, Palerme, Italie), mieux connu sous le nom du saint évêque, est un archevêque catholique italien, membre de l'ordre du Carmel.
Entré dans l'ordre des Carmes déchaux en 1868, il est nommé évêque de Caltanissetta en 1907, et finalement archevêque de Monreale en 1919. Son procès en béatification est ouvert en 1952 ; il est déclaré vénérable par le pape Jean-Paul II en 1991.

## Biographie

### Enfance
Antonio Augusto Intreccialagli est né le 18 février 1852 à Monte Compatri (une petite ville près de Rome), est le fils de Joseph Intreccialagli et Annunziata Raffaelli. Sa famille est une famille distinguée et pieuse, de catholiques pratiquants. Il est l'ainé des dix enfants que compte la famille. Un autre de ses frères entrera lui aussi dans l'ordre des Carmes déchaux. À six ans, il fait sa confirmation et à l'âge de dix ans il fait sa première communion (comme c'était l'usage à l'époque).

### Entrée au Carmel
Dans la période difficile qui suit la prise de Rome, il est admis au noviciat des frères carmes déchaux. Il commence sa formation en 1868 : le 19 janvier 1868 il fait sa prise d'habit, et le 20 janvier 1869 il prononce ses vœux religieux et prend le nom (en religion) d'Antoine de Jésus. Lorsque le couvent de Caprarola est fermé, puis confisquée au profit de la loi du 19 juin 1873, les frères carmes trouvent refuge dans les écuries du palais Farnèse. Durant des mois ils ne se nourrissent que d'oignons, connaissant la faim, la misère et les difficultés. Dans cette situation, le père Antoine de Jésus développe l'« amour de la Croix », l'humilité et le service. Il se démarque par sa bonne humeur.
Auguste fait ses études de philosophie et de théologie à Caprarola (Viterbo). Le 22 mai 1875, il est ordonné prêtre à Civita Castellana. Il passe ensuite quelques années à Rome dans les deux couvents de Santa Maria della Scala et Notre-Dame de la Victoire. L'église des couvents est fréquentée par des croyants qui cherchent sa direction spirituelle. Parmi ces fidèles, il y a des évêques et des cardinaux, ainsi que des catholiques qui seront, plus tard, canonisés (ou en cours de béatification) comme Françoise-Xavière Cabrini, Marie des Apôtres et François-Marie de la Croix.
Il retourne quelque temps à Caprarola pour y enseigner avant de revenir à Rome. De 1883 à 1885 il réside à Monte Compatri en tant que vicaire du couvent de Saint-Sylvestre.

### Responsabilités dans l'ordre
En 1885 il est élu prieur du couvent de Sainte-Marie de la Scala, puis réélu en 1888, assurant cette fonction durant six années consécutives. En 1891, il est élu provincial de la province romaine de l'ordre, puis réélu à ce poste en 1897 et 1903. Il remplit sa mission avec soin et un zèle marqué pour l'observance de la règle.
Par son action, il redynamise la vie religieuse dans les communautés durement touchées dans leurs membres et leurs conditions de vie, à la suite de l'adoption de diverses lois par le gouvernement italien.
Il fixe le programme des études de théologie (pour les étudiants) à Monte Compatri, il publie les normes pour l'organisation de l'école pour aspirants de Montevirginio (it).
Il ouvre un nouveau couvent à Ceprano en 1893, et en 1906, il prépare le retour des frères carmes dans l'ancienne basilique Saint-Valentin (it) de Terni. Il assure également la fonction de conseiller provincial (de 1900 à 1903) et de postulateur général pour les causes de béatification et de canonisation de l'ordre (de 1902 à 1907).

### Au service du Vatican
Ses « talents et ses mérites » commencent à être connus à l'extérieur de son ordre. En 1896 il est appelé au Vatican, au sein de la Curie romaine, afin de travailler comme consulteur pour la Congrégation des évêques et réguliers, et membre de la Congrégation de la discipline régulière. De par sa fonction, il est en contact avec de nombreux religieux fondateurs de congrégations, dont plusieurs seront béatifiés (ou en cours de béatification).
Par mandat du Saint-Siège, il est également visiteur apostolique de la congrégation religieuse des Salvatoriens.
En 1904, il est consulteur de la commission pour la codification du droit canonique. Il réalise également de très nombreuses visites apostoliques dans des diocèses italiens, ainsi que dans de nombreux séminaires.

### L'évêque

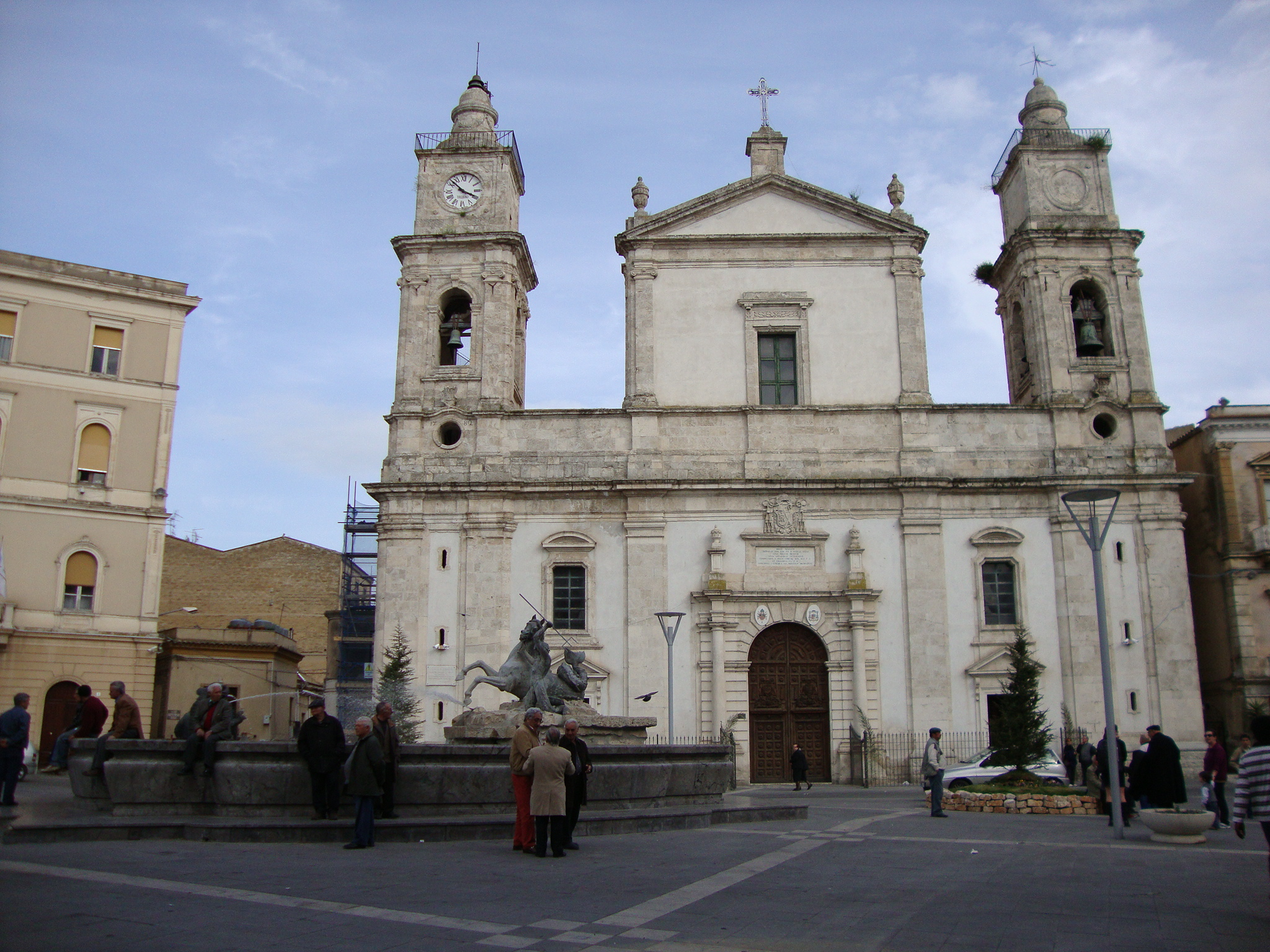
Cathédrale Santa Maria de Caltanissetta.

Le chapitre de l'ordre se réunit en avril 1907 pour élire le prieur général des Carmes déchaux. Le pape Pie X qui apprécie le père Antoine Auguste émet le souhait qu'il soit élu supérieur général des carmes. Mais le chapitre ne suit pas le désir du pape et nomme un autre père carme à cette fonction. Informé de cette décision, le pape rédige (de sa main) le jour même (le 20 avril 1907) sa nomination au poste d'évêque du diocèse de Caltanissetta en Sicile.
Le père Antoine Auguste Intreccialagli, en apprenant la nouvelle « se précipite auprès du pape pour le faire renoncer à sa décision ». Mais Pie X insiste et lui demande d'accepter cette nouvelle mission. Le carme finit par accepter « en vertu de la sainte obéissance au Saint-Père ».
Lors de la visite de la délégation de Caltanissetta auprès du pape pour accueillir leur nouvel évêque, le pape leur déclare : « Je ne vous ai pas donné un évêque, mais un saint ! ». Et il ajoute qu'il leur faut remercier « Dieu et recevoir ce don précieux du ciel ». Son ordination se déroule le 28 juillet.
Le nouvel évêque arrive dans son diocèse le 1er novembre 1907.
La population du diocèse de Caltanissetta l'accueille chaleureusement dès son arrivée.
Mgr Intreccialagli dépense une grande énergie pour former et « sanctifier » le clergé local. Il s'attache aussitôt arrivé à construire et terminer un nouveau séminaire, qu'il inaugure en 1912. Le nouvel évêque trouve un clergé parfois divisé par des fractures profondes. Il s’affaire à lever et aplanir les divisions entre ses prêtres. Mgr Intreccialagli se montre comme un pasteur infatigable et un père pour ses concitoyens. Il écoute et reçoit quiconque a besoin de lui. Il fait de fréquentes visites pastorales et ne se laisse que quatre heures de sommeil chaque nuit. Chaque matin, il assure, dans l'église de Saint-Joseph, durant plusieurs heures, les confessions et la direction spirituelle de très nombreux hommes et de femmes. Il accompagne particulierement Antonietta Mazzone (it) et Marianna Amico Roxas (it).
Il supervise le financement d'orphelinats et d'institutions féminines dans son diocèse. Sous son impulsion, l'action catholique se développe dans son diocèse et se consolide. Il se distingue également dans son action sociale :
- il s'occupe des banques rurales et coopératives, veillant à ce qu'elles soient un moyen d'amélioration économique et sociale, « mais toujours dans l'esprit chrétien ».
- il va souvent visiter les mines de soufre, où beaucoup d'enfants, parfois très jeunes, sont embauchés pour une bouchée de pain.
- après le tremblement de terre de Messine et Reggio en 1908 il vient en aide aux familles sinistrées dans son diocèse.
- Il aide les familles trop pauvres de Sicile qui souhaitent émigrer en Amérique en allant jusqu'à leur payer (de ses deniers) leur billet de voyage.

### Évêque de Monreale
Ses contemporains estiment que l'évêque Antonio Augusto est « spécial » et le surnomment (de son vivant), « le saint évêque ». En 1911, le pape Pie X le nomme administrateur apostolique de Monreale car l'évêque en titre, Mgr Domenico Gaspare Lancia de Brolo, âgé de 92 ans n'est plus en mesure d'administrer son diocèse du fait de son grand âge. Le pape lui demande donc de le suppléer, ce qu'il fait, en marquant « un grand respect et une vénération » pour l'ancien archevêque. Il va ainsi jusqu'à le défendre vigoureusement lorsque le pouvoir civil tente de retirer la charge de son diocèse (à l'évêque en titre) en raison de son âge et de sa maladie.
Le 16 mars 1914, le pape Pie X lui demande de se consacrer à plein temps à l'archidiocèse de Monreale comme archevêque coadjuteur. Il commence donc à faire la navette entre ses deux diocèses : Caltanissetta et Monreale. Il succède à Mgr Domenico Gaspare Lancia de Brolo le 31 juillet 1919 sur le siège de l'archevêché.

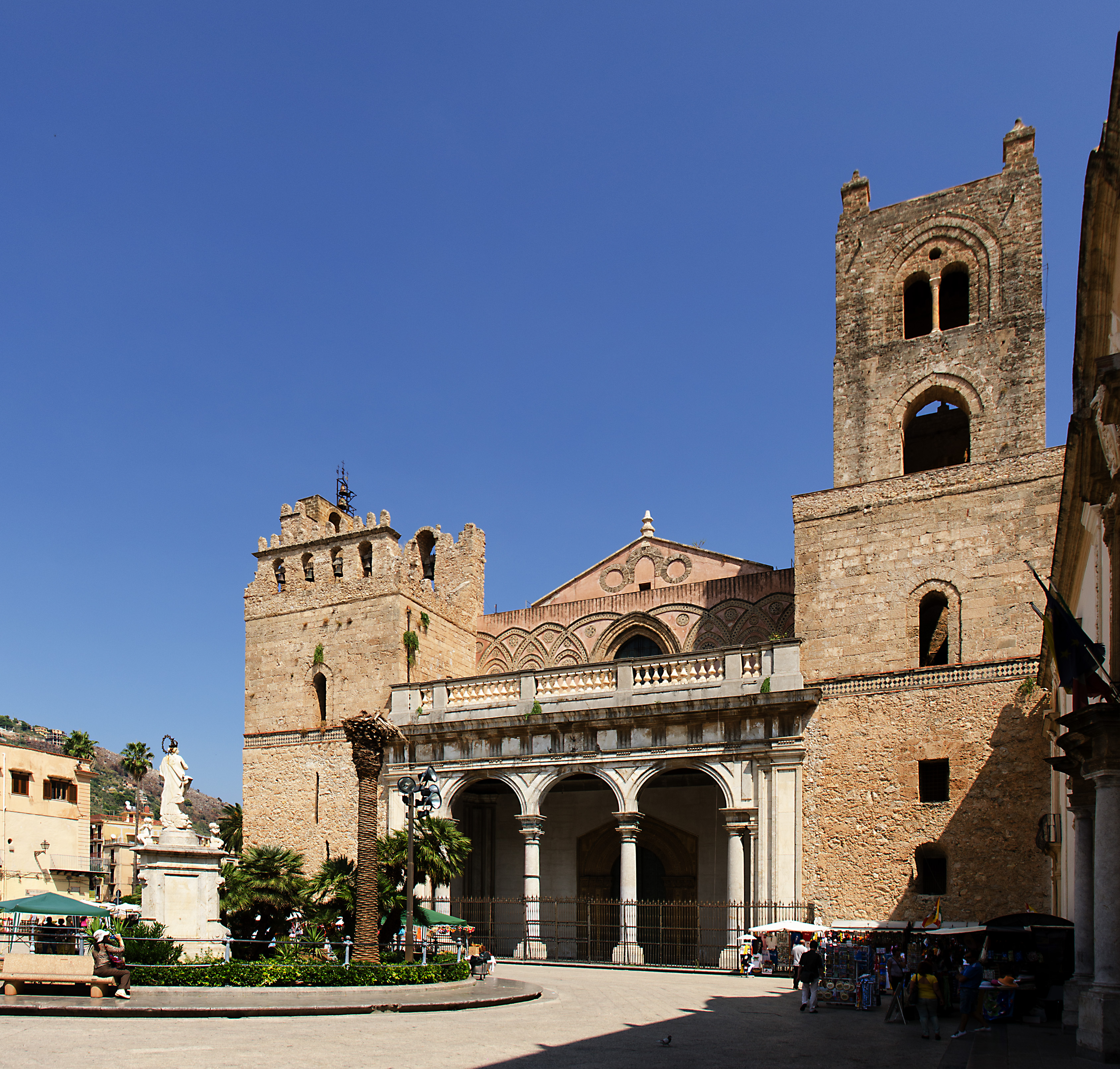
Cathédrale de Monreale.

Il prend la charge d'archevêque de Monreale en 1919, et là il continue son style d'action coutumier : « ne jamais penser à lui-même, prier beaucoup, vivre dans la pauvreté, être toujours à l'appel de tous ». Les grands objectifs auxquels il se consacre sont les visites pastorales, la refonte du séminaire, la catéchèse, l'apostolat missionnaire, l'établissement de l'action catholique et surtout la sanctification du clergé local. Il corrige, sermonne et « ramène sur le droit chemin » les prêtres qui avaient pris des libertés avec leur charges pastorales. Il n'hésite pas non plus à s'opposer avec la mafia qui tente de lui imposer des nominations de prêtres. Pour ses déplacements pastoraux, il n'hésite pas à aller à pied ou prendre le tramway, donnant l'argent économisé aux pauvres. Il favorise et soutient Marie Diomira Crispi à la création de la Congrégation des Oblats de l'Amour Divin,.
Il consacre les dernières années de sa vie terrestre à son ministère épiscopal. Ces dernières années sont marquées par une grande souffrance physique et spirituelle. À l'âge de 70 ans, bien que fatigué, il refuse toujours de prendre du repos. Les médecins lui conseillent le repos et l'air sain. Il accepte de faire une pause, au début de juin 1924 à Monte Compatri, mais rentre en septembre à Palerme. Bien qu'alité, il continue de suivre les offices. Le 12 septembre il reçoit le saint viatique en habit de religieux.
Il décède le 19 septembre 1924 après avoir renouvelé ses vœux religieux et fait « un acte d'amour pur de Dieu ».
À sa mort, des fidèles viennent à son enterrement de toute l'île, montrant leur attachement et leur dévotion envers leur moine-évêque. Son corps est enterré, dans un premier temps, dans le cimetière des Filles de Sainte Anne (de Monreale). En 1936, sa dépouille est translatée dans la chapelle du Saint-Sacrement de la cathédrale de Monreale.

## Spiritualité
Homme d'action, il ne quittait pas pour autant sa vocation carmélitaine et les engagements de prière de sa vie monastique. Ses multiples charges de travail lors de sa période au Vatican, au sein de la Curie romaine, « le rappelaient sans cesse à la fidélité de ses obligations carmélitaines et à la vie de prière et de pénitence du Carmel ». Alors qu'il était très apprécié dans ses fonctions vaticanes et promis à de hautes fonction, il n'espérait que « se cacher et renoncer à toutes les fonctions que le Saint-Siège lui imposait ». Ses biographes rapportent qu'il ne rêvait que « de revenir à une vie régulière de silence et de prière en Dieu ».
S'il néglige sa santé, il prend soin de conserver des temps de prière et d'oraison tous les jours. Tous les matins à 5h il célèbre la messe dans une chapelle privée avant de commencer son travail. Le gardien de la cathédrale témoigne l'avoir vu venir prier devant le Saint Sacrement, le soir, après la fermeture, parfois pieds nus.
Le père Antoine de Jésus avait une grande piété filiale pour la Vierge Marie, très zélé pour son culte, il profitait de toutes les fêtes mariales pour manifester sa dévotion. Il avait également une grande dévotion pour le Rosaire et le scapulaire de Notre-Dame du Mont-Carmel. Ces sacramentaux étaient pour lui une occasion de « suivre le Christ dans l'accomplissement de son devoir d'état, revêtu des vertus que la Vierge pratiquait ».

## Béatification
De 1952 à 1954 se déroule le processus informatif ordinaire pour sa béatification. Le 14 novembre 1966, le pape Paul VI signe le décret d'introduction de sa cause de béatification.
Le 22 janvier 1991, Jean-Paul II déclare Mgr Intreccialagli vénérable,.

## Succession apostolique
Antoine Auguste Intreccialagli a ordonné les évêques suivants :
- Évêque Giuseppe Scarlata (it) (1912)